# Morti nel 1477
| Questa pagina contiene informazioni ricavate automaticamente dalle voci biografiche con l'ausilio del template Bio e di un bot. L'aggiornamento è periodico e automatico e ricostruisce completamente la pagina. Se manca una persona in questa lista, sei pregato di non aggiungerla, ma accertati piuttosto che la sua voce biografica contenga il template Bio e che i dati anagrafici siano correttamente compilati. Se il template Bio manca, inseriscilo tu stesso o, in alternativa, metti l'avviso {{tmp\|Bio}} che ne segnala la mancanza. Se i dati riportati sono sbagliati, correggi direttamente la voce biografica; le modifiche saranno visibili in questa lista entro pochi giorni. Per chiarimenti vedi il progetto biografie. La lista contiene solo le 35 persone che sono citate nell'enciclopedia e per le quali è stato implementato correttamente il template Bio. Pagina aggiornata al 18 ago 2025. |

- 2 gennaio - Franzone
- 2 gennaio - Girolamo Olgiati, umanista italiano (n. 1454)
- 5 gennaio - Carlo I di Borgogna, nobile (n. 1433)
- 6 gennaio - Giovanni VIII di Borbone-Vendôme, conte (n. 1428)
- 15 gennaio - Adriana di Nassau-Dillenburg, nobile tedesca (n. 1449)
- 29 gennaio - Gregorio di Sanok, arcivescovo cattolico polacco
- 17 febbraio - Barnaba da Terni, presbitero e religioso italiano (n. 1398)
- 9 marzo - Enrico IV di Meclemburgo-Schwerin, duca tedesco (n. 1417)
- 18 marzo - Premislavo II di Teschen, duca
- 20 marzo - Lorenzo Canozi, intarsiatore, tipografo e pittore italiano (n. 1425)
- 6 aprile - Pietro Bianco, religioso albanese
- 30 aprile - Raffaello della Rovere, italiano (n. 1423)
- 1º maggio - Pafnuzio di Borovsk, monaco cristiano, religioso e santo russo (n. 1394)
- 25 maggio - Ottaviano Maria Sforza, conte (n. 1458)
- 1º giugno - Piero Bonaccorsi, letterato italiano (n. 1410)
- 27 giugno - Adolfo di Egmond, nobile olandese (n. 1438)
- 11 luglio - Tristano Sforza, condottiero italiano (n. 1429)
- 15 luglio - Giovanni Antonio Campano, umanista e vescovo cattolico italiano (n. 1429)
- 4 agosto - Jacques d'Armagnac, nobile francese
- 11 agosto - Latino di Carlo Orsini, cardinale italiano (n. 1411)
- 1º settembre - Tebaldo di Lussemburgo, cardinale e vescovo cattolico francese (n. 1410)
- 8 settembre - Lionello I Pio di Savoia, condottiero e sovrano italiano
- 12 novembre - Pier Candido Decembrio, letterato, funzionario e traduttore italiano (n. 1399)
- Giovanni Antonio Bellinzoni da Pesaro, pittore italiano (n. 1415)
- Antonio Caldora, nobile e condottiero italiano (n. 1400)
- Gabriele Capodilista, scrittore e viaggiatore italiano
- Fortunato Coppoli, religioso e giurista italiano (n. 1430)
- Antonio degli Agli, vescovo cattolico, scrittore e teologo italiano (n. 1400)
- Elisabetta Malatesta, nobildonna italiana (n. 1407)
- Giacomo Montagano, nobile e condottiero italiano
- Heinrich Reffle von Richtenberg, nobile tedesco
- Giorgio Sfranze, generale e storico bizantino (n. 1401)
- Alessandro Tartagni, giurista italiano (n. 1424)
- Ughurlu Muhammad, principe turkmeno
- Donato del Conte, condottiero italiano